# Неслуженко, Дмитрий Фёдорович
Дмитрий Фёдорович Неслуженко   — советский передовик производства, машинист экскаватора передвижной механизированной колонны № 16 Ставропольстроя Министерства мелиорации и водного хозяйства РСФСР (город Черкесск Карачаево-Черкесской автономной области Ставропольского края), Герой Социалистического Труда (18.02.1975).

## Биография
Родился в 1935 году в селе Ипатово Ипатовского района ныне Ставропольского края. Русский.
Окончил Невинномысскую школу механизаторов сельского хозяйства. Трудовую деятельность начал в 1955 году машинистом экскаватора передвижной механизированной колонны № 16 треста «Ставропольстрой» в городе Черкесск Черкесской (с 1957 года – Карачаево-Черкесской) автономной области Ставропольского края (ныне – Карачаево-Черкесской Республики). Вступил в КПСС. Участвовал в строительстве Ипатовской, Апанасенковской плотин, Невинномысского и Большого Ставропольского каналов. 
Указом Президиума Верховного Совета СССР от 18 февраля 1975 года за проявленную трудовую доблесть на строительстве Большого Ставропольского канала Неслуженко Дмитрию Фёдоровичу присвоено звание Героя Социалистического Труда с вручением ордена Ленина и золотой медали «Серп и Молот».
Сведения о дальнейшей судьбе отсутствуют.

## Награды
- Золотая медаль «Серп и Молот»(18.02.1975)
- Орден Ленина (18.02.1975)
- Орден Октябрьской Революции (13.08.1986)
- Орден Трудового Красного Знамени (08.04.1971)
- Орден «Знак Почёта»
- Медаль «В ознаменование 100-летия со дня рождения Владимира Ильича Ленина» (6 апреля 1970)
- Медаль «За трудовую доблесть»
- Медаль «Ветеран труда»

- медалями ВДНХ СССР:

## Память
- На могиле установлен надгробный памятник.